# Mekarpohaci
Mekarpohaci is een bestuurslaag in het regentschap Karawang van de provincie West-Java, Indonesië. Mekarpohaci telt 4366 inwoners (volkstelling 2010).